# 舒惠國
舒惠國（1938年7月—），江西靖安人，中华人民共和国政治人物。

## 生平
曾擔任江西省委书记，為中国共产党主管江西事務的第九任領導人，接替吴官正，專責管理江西地區。
2001年6月，中国科学技术协会第六次全国代表大会召开，并选举其出任第六届全国委员会顾问。